# Плацидия
 Тази статия е за дъщерята на император Валентиниан III.  За нейната майка вижте Гала Плацидия.  
Плацидия  (на латински: Placidia; * 435 г.; † 480 г.) е дъщеря на западноримския император Валентиниан III и Лициния Евдоксия и съпруга на император Олибрий и като такава регентка на Западната Римска империя. Нейното пълно име е несигурно, вероятно Гала Плацидия Валентиниана или Гала Плацидия Младша.

## Произход и ранни години
Плацидия е втората дъщеря на Валентиниан III и Лициния Евдоксия. Нейната по-голяма сестра Евдокия, е съпруга на Хунерик. Тя е внучка по бащина линия на Констанций III и Гала Плацидия, а по майчина линия на източноримския император Теодосий II и Елия Евдокия.
През 454 г. Аеций я сгодява за своя син Гауденций, от втората му съпруга Пелагия, вдовицата на генерал Бонифаций. След смъртта на Валентиниан III († 455 г.) майка ѝ Лициния Евдоксия е накарана да се омъжи за сенатор и узурпатор Петроний Максим в Рим, който прекратява годежа на Плацидия за сметка на своя син Паладий. Малко след това вандалите с крал Гейзерик нападат Рим, отвличат Лициния Евдоксия и нейните две дъщери, Евдокия и Плацидия и нейният годеник Гауденций като заложници в Картаген.
В Картаген прекарват следващите години в домашен арест. Източноримският император Маркиан (450 – 457) изпраща два пъти посланици да молят тяхното освобождение до Гейзерик, но той отказва. Гейзерик жени синът си Хунерик (* 430/40?; † 484) с по-старата ѝ сестра Евдокия.

## Брак с Олибрий
Плацидия се омъжва през 455 г. в Картаген за висшия аристократ и сенатор на Рим Флавий Аниций Олибрий, по-късният император на Западната Римска империя, който също е заложник с нея. През 461 г. молбата на източноримския император Лъв I при Гейзерик да освободи жените има успех. Вандалският крал изпраща Плацидия с майка ѝ в Константинопол, сестра ѝ Евдокия трябва да остане още във Вандалското царство.
Плацидия ражда на съпруга си през 462 г. в Константинопол дъщерята Аниция Юлиана. Флавий Аниций Олибрий е издигнат от Рицимер през пролетта на 472 г. за западноримски император и умира след шест месеца. Дъщеря ѝ Аниция Юлиана става една от най-влиятелните личности на Източен и Западен Рим.